# 리들레 바쿠
보테 리들레 은주지 바쿠(독일어: Bote Ridle Nzuzi Baku, 1998년 4월 8일 ~ )는 독일의 축구 선수로, 현재 독일 분데스리가의 RB 라이프치히에서 라이트 백, 미드필더로 활약하고 있다.